# 近衛連隊 (スウェーデン)

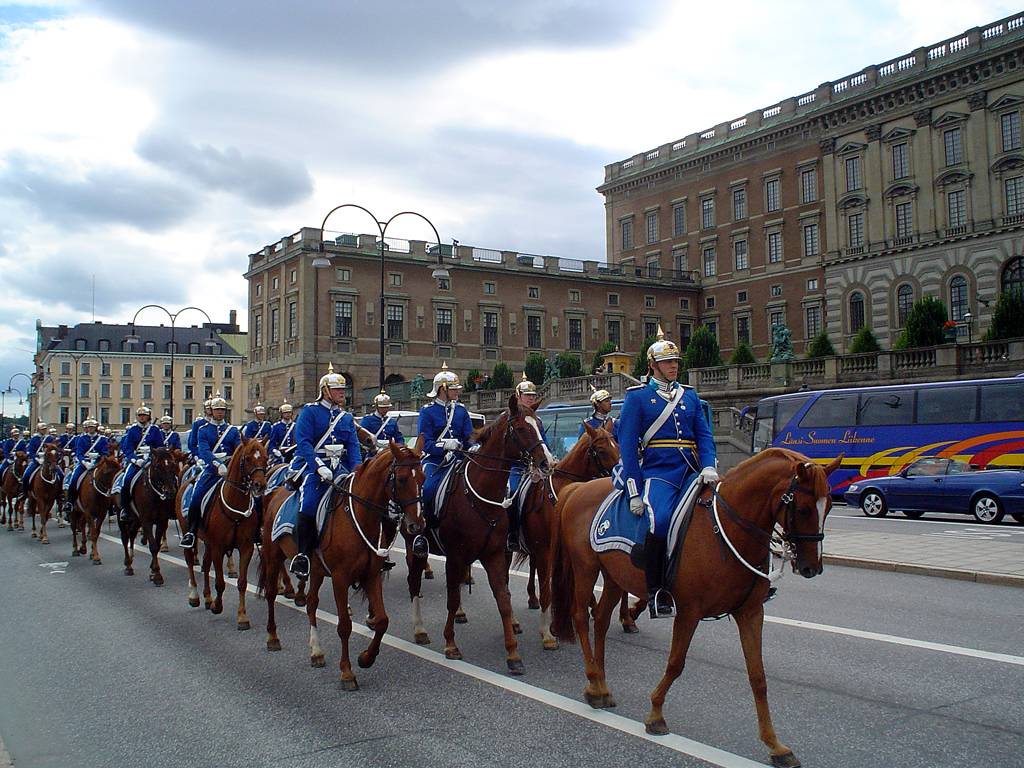

この項ではスウェーデンの近衛連隊(Livgardet)について説明する。

## 歴史
グスタフ1世が自分の護衛部隊として創設したのが始まりとされる。平時はストックホルムに駐屯し、戦時はスウェーデンの有力な戦力として、ロシア、ドイツ、デンマークなど各地を転戦した、世界でも有数の歴史を引く。
現代になってからこの部隊は改編を重ねている。現在の連隊は2000年の改編によって成立したもので、それまでの複数の近衛と名のつく部隊をまとめ、騎兵と歩兵を内部に併せ持つ。名誉連隊長はスウェーデン国王(現在はカール16世グスタフ王)が務める。

## 構成・役割
現在連隊が与えられている任務は以下の通りである。
- 近衛兵とともに近衛部隊として王室を警護し、各種式典を挙行すること。および彼らを教育すること。
- スウェーデン陸軍の教育部隊として、毎年徴兵されてくる若者たちを教育、訓練すること。

連隊の構成は以下の通りである。
- 近衛大隊(歩兵)(Gardesbataljon)
  - 近衛中隊(Livkompaniet)
  - 第6中隊 (6. kompaniet)

- 騎兵大隊(Dragonbataljon)
  - 近衛中隊(Livskvadron)
  - 第2中隊 (2. skvadronen)
  - 第4中隊 (4. skvadronen)
  - 第5中隊 (5. skvadronen)

- スウェーデン軍国際センター(Swedish Armed Forces International Centre, SWEDINT)

連隊内には、自衛隊の国際活動教育隊にあたる国際センターがあり、ここでは国際派遣任務のための訓練研究が行われている。このセンターは日本はじめ世界各国から軍民問わず人が訪れることで知られている。